# Leão de Constantinopla
Leão de Constantinopla, dito Estipes (em grego: Λέων Στυππῆς), foi o patriarca grego ortodoxo de Constantinopla entre 1134 e 1143. Ele foi um presbítero em Santa Sofia antes de sua ascensão ao patriarcado. Seu reinado ocorreu de forma pacífica e sem grandes eventos durante o reinado do imperador bizantino João II Comneno.